# 1141

## Události
- první zmínka o Vyškově v soupisu majetku Moravské církve, pořízená Jindřichem Zdíkem
- první zmínka o Otrokovicích v soupisu majetku Moravské církve, pořízená Jindřichem Zdíkem
- první zmínka o Prostějově
- první zmínka o Německých (Nových) Kopistech
- první zmínka o Kostelci, pořízená Jindřichem Zdíkem
- založen cisterciácký klášter Langheim, budoucí pohřebiště Andechsů

## Narození
- 20. dubna – Eisai, japonský buddhistický mnich († 5. července 1215)
- ? – Malcolm IV., král skotský († 9. prosince 1165)
- ? – Helena Znojemská, manželka polského knížete Kazimíra II. Spravedlivého († 1202/1206)

## Úmrtí
- 27. ledna – Jüe Fej, čínský generál, národní hrdina (* 23. března 1103)
- 11. února – Hugo od Svatého Viktora, francouzský křesťanský teolog a kanovník (* okolo 1097)
- 13. února – Béla II. Uherský, uherský král z dynastie Arpádovců (* 1108 až 1110)
- 10. června – Richenza z Northeimu, saská vévodkyně, německá královna a římská císařovna, manželka Lothara III. ze Supplinburgu (* okolo 1087/1089)
- 18. října – Leopold IV., rakouský markrabě a bavorský vévoda (* 1108)
- ? – Jehuda ha-Levi, španělský židovský básník a filosof (* 1075)

## Hlavy států
- České knížectví – Vladislav II.
- Svatá říše římská – Konrád III.
- Papež – Inocenc II.
- Anglické království – Štěpán III. z Blois
- Francouzské království – Ludvík VII.
- Polské knížectví – Vladislav II. Vyhnanec
- Uherské království – Béla II. Uherský – Gejza II.
- Kastilské království – Alfonso VII. Císař
- Rakouské markrabství – Leopold IV. Babenberský / Jindřich II. Jasomirgott
- Byzantská říše – Jan II. Komnenos